# Coupe des champions de la CONCACAF 1969
Navigation
Édition précédente Édition suivante
La Coupe des champions de la CONCACAF 1969 était la cinquième édition de cette compétition.
Elle a été remportée par le CD Cruz Azul face au CSD Comunicaciones sur le score cumulé de 1 but à 0.

## Participants
Un total de 10 équipes provenant d'un maximum de 9 nations pouvaient participer au tournoi. Elles appartenaient aux zones Amérique du Nord, Amérique Centrale et Caraïbes de la CONCACAF.
Le tableau des clubs qualifiés était le suivant :
| Nation                          | Club                           | Raison de qualification                  |
| Zone Amérique du Nord           |                                |                                          |
| Premier Tour                    |                                |                                          |
| Mexique                         | Club Toluca                    | Champion du Mexique 1967-68.             |
| Mexique                         | CD Cruz Azul                   | Méthode de qualification inconnue.       |
| Zone Amérique Centrale/Caraïbes |                                |                                          |
| Premier Tour                    |                                |                                          |
| Honduras                        | CD Motagua                     | Champion du Honduras 1968-69.            |
| Costa Rica                      | Deportivo Saprissa             | Champion du Costa Rica 1967-68.          |
| Salvador                        | CD Águila                      | Champion du Salvador 1967-68.            |
| Guatemala                       | CSD Comunicaciones             | Champion du Guatemala 1968-69.           |
| Nicaragua                       | Universidad Centroamericana FC | Champion du Nicaragua 1968.              |
| Antilles néerlandaises          | CRKSV Jong Colombia            | Champion des Antilles néerlandaises 1968 |
| Haïti                           | Violette AC                    | Champion d'Haïti 1968.                   |
| Bermudes                        | Somerset Cricket Club Trojans  | Champion des Bermudes 1967-68.           |

## Calendrier
| Tour                          | Nom                    | Date aller         | Date retour        | Équipes participantes | Équipes restantes |
| Phase de qualification (1969) |                        |                    |                    |                       |                   |
| 1                             | Phase de qualification | 25 avril - 27 juin | 25 avril - 27 juin | 10                    | 10 à 3            |
| Phase finale (1969)           |                        |                    |                    |                       |                   |
| 1                             | Demi-finale            | 31 août            | 9 septembre        | 3                     | 3 à 2             |
| 2                             | Finale                 | 18 septembre       | 30 septembre       | 2                     | 2 à 1             |

## Compétition

### Phase de qualification

#### ZoneAmérique du Nord

##### Premier tour
Malgré sa défaite, le CD Cruz Azul est qualifié pour la phase finale après la disqualification du Club Toluca pour avoir aligné trois joueurs non autorisés.
| Date         | Pays | Club         | Aller | Retour | Club        | Pays | Commentaire |
| 12 / 18 juin |      | CD Cruz Azul | 0-0   | 0-1    | Club Toluca |      |             |

#### ZoneAmérique Centrale/Caraïbes

##### Premier tour
| Date               | Pays | Club                          | Aller | Retour | Club                           | Pays | Commentaire                   |
| 25 avril / 1er mai |      | Deportivo Saprissa            | 4-0   | 1-1    | CD Motagua                     |      |                               |
| 11 / 13 mai        |      | CSD Comunicaciones            | 1-1   | 3-0    | Universidad Centroamericana FC |      | Matchs joués à Guatemala City |
| 18 / 20 mai        |      | CD Águila                     | 3-1   | 2-2    | CRKSV Jong Colombia            |      | Matchs joués à San Salvador   |
| 14 / 16 juin       |      | Somerset Cricket Club Trojans | 1-1   | 5-0    | Violette AC                    |      | Matchs joués à Hamilton       |

##### Deuxième tour
| Date         | Pays | Club               | Aller | Retour | Club                          | Pays | Commentaire             |
| 12 / 18 juin |      | CD Águila          | 2-5   | 2-2    | CSD Comunicaciones            |      |                         |
| 22 / 29 juin |      | Deportivo Saprissa | 3-0   | 4-0    | Somerset Cricket Club Trojans |      | Matchs joués à San José |

### Phase Finale

#### Tableau
|  | Demi-finale                 | Demi-finale | Demi-finale  | Demi-finale             |   |   | Finale | Finale | Finale | Finale |
|  |                             |             |              |                         |   |   |        |        |        |        |
|  | 31 août et 9 septembre 1969 |             |              |                         |   |   |        |        |        |        |
|  |                             |             |              |                         |   |   |        |        |        |        |
|  | Deportivo Saprissa          | 2           | 1            |                         |   |   |        |        |        |        |
|  | Deportivo Saprissa          | 2           | 1            | 18 et 30 septembre 1969 |   |   |        |        |        |        |
|  | CD Cruz Azul                | 2           | 2            |                         |   |   |        |        |        |        |
|  | CD Cruz Azul                | 2           | 2            | CSD Comunicaciones      | 0 | 0 |        |        |        |        |
|  |                             |             |              |                         | 0 | 0 |        |        |        |        |
|  |                             |             | CD Cruz Azul | 0                       | 1 |   |        |        |        |        |

#### Demi-finale
| Pays | Club               | Aller | Retour | Club         | Pays | Commentaire |
|      | Deportivo Saprissa | 2-2   | 1-2    | CD Cruz Azul |      |             |

#### Finale
| Match aller  | CSD Comunicaciones | 0:0   | CD Cruz Azul | Stade Mateo Flores Guatemala City, Guatemala |  |
| 18 septembre |                    | (0:0) |              |                                              |  |

| Match retour | CD Cruz Azul               | 1:0   | CSD Comunicaciones | Stade Olimpique Mexico, Mexique |                      |
| 30 septembre | Juan Manuel Alejandrez 82e | (0:0) |                    | Spectateurs : 30 000            | Spectateurs : 30 000 |

| Champion de la CONCACAF 1969 |
| ---------------------------- |
| Drapeau du Mexique           |
| CD Cruz Azul Premier Titre   |